# Ворог мій (повість)
«Ворог мій» — науково-фантастична повість американського письменника Баррі Б. Лонґ'єра. Вперше була опублікована в Журналі наукової фантастики Айзека Азімова у вересні 1979 року. У 1980 році увійшла до збірки Лонґ'єра Очевидна мета (англ. Manifest Destiny).
1985 року режисер Вольфганг Петерсен зняв за повістю однойменний фільм із Деннісом Квейдом і Луїсом Ґоссетом-молодшим у головних ролях, який спродюсувала 20th Century Fox. Пізніше у співавторстві з Дейвідом Джерролдом видано розширений варіант твору у формі роману, заснованого на фільмі. Також увійшла до антології Лонґ'єра 1998 року Листи ворога (1998): ця версія була істотно перероблена і позначена як «авторське огранування».
У повісті йдеться про двох солдатів: людину та схожого на рептилію іншопланетянина, які опиняються разом на ворожій планеті.
Здобула премію Неб'юла 1979 року за найкращу повість, а також премію Г'юго 1980 року за найкращу повість.

## Сюжет
Люди ведуть міжзоряну війну з драками, іншопланетним видом, схожим на рептилій. Льотчик-винищувач Вілліс Девідж — людина, приземлився разом з драком Жерібою Шиганом на ворожій планеті. Девідж підбурює Джерібу, якому він дав прізвисько «Джеррі», проклинаючи шановного драцького філософа, а прибулець у відповідь ображає Міккі Мауса, та вони швидко зрозуміли, що співпраця буде ключем до їхнього виживання у ворожому оточенні.
З часом вони адаптуються до життя на планеті, вивчаючи мову та культуру один одного. Джеріба показує, що вагітний, а позаяк драки розмножуються безстатевим шляхом, то вони успадковують історію своїх предків через сотні поколінь. Девіджу соромно за те, що він ледь знає своїх дідусів і бабусь, і вирішує запам'ятати родовід Джеріби, на декламування якого потрібно 3 години та циклічне переключення між 5 іменами (після Шигана йде Замміс).
Шиган носить на шиї мініатюрну священну книгу, яка містить вчення філософа, якого Давідж проклинав під час їхньої першої зустрічі. Людина просить вибачення і прощає «Джеррі» за образу Міккі Мауса, після чого дає йому книгу для вивчення писемної мови.
Пологи проходять важко, і Шиган помирає після того, як Девідж клянеться виховувати його нащадка Замміса у традиції драків. Замміс стає допитливим супутником «дядька». Через багато років вони бачать на своїй планеті ознаки посадки космічних кораблів та починають багатоденний похід, щоб дослідити їх, але Девіджа поранено і він просить, щоб Замміс продовжив сам.
Люди рятують Девіджа, але йому складно реінтегруватися, оскільки суспільство не готове прийняти драків як рівних, попри те, що війна закінчилася. Згадуючи свою обіцянку, він продає переклад священної книги драка, щоб фінансувати переліт на планету драків. Суспільство драків так само не сприймає людей, а родина Джеріби не знає про Замміса. Девідж розповідає їхню історію, щоб переконати їх у своїй щирості, а потім вони вміщують Замміса до психіатричного інституту, де уряд має намір примусово перевиховати його від любові до людей.
Девідж і Джеріби мігрують на нині колонізовану планету, і він упокоюється в печері, де вони жили з Шиганом.

## Нагороди та номінації
У 1980 повість отримала премію «Г'юго» за найкращу повість за 1980 рік, премію «Локус» за найкращу повість за 1979 рік і премію «Неб'юла» за найкращу повість за 1979 рік.

## Адаптації
У 1985 році студією 20th Century Fox за повістю було знято науково-фантастичний фільм.